# Teorotrium brevipenne
Teorotrium brevipenne é uma espécie de coleóptero da tribo Callidiini (Cerambycinae), com distribuição restrita à Madagascar.

## Sistemática
- Ordem Coleoptera
  - Subordem Polyphaga
    - Infrordem Cucujiformia
      - Superfamília Chrysomeloidea
        - Família Cerambycidae
          - Subfamília Cerambycinae
            - Tribo Callidiini
              - Gênero Teorotrium
                - T. brevipenne (Fairmaire, 1901)